# Stegonotus cucullatus
Stegonotus cucullatus — вид змій родини полозових (Colubridae). Ендемік Індонезії.

## Поширення і екологія
Stegonotus cucullatus відомі з типової місцевості, розташованої в районі міста Манокварі на півночі півострова Чендравасіх. Вони живуть у вологих тропічних лісах.